# Cephalodella edax
Cephalodella edax is een raderdiertjessoort uit de familie Notommatidae. De wetenschappelijke naam van deze soort is voor het eerst geldig gepubliceerd in 1993 door Hollowday.